# Ширін поло
Ширін поло, також широко відомий як перський весільний рис або рис Рош ха-Шана, — традиційний перським рисовий плов, який зазвичай подають на особливих подіях, таких як весілля. Це спрощена версія іранської кухні, досл. «джуелд райс» («рис з дорогоцінними каменями»).
У перських єврейських спільнотах по всьому світу страва часто асоціюється з такими святами, як Пурім, Песах, Рош га-Шана та великі свята. Цю страву також готують для іфтару під час Рамадану.

## Огляд
Ширін поло традиційно подають на весіллях, днях народження та святах. Це пропарений рис по-перськи, посипаний горіхами та сухофруктами, такими як барбарис, абрикоси та фініки.

## Підготовка

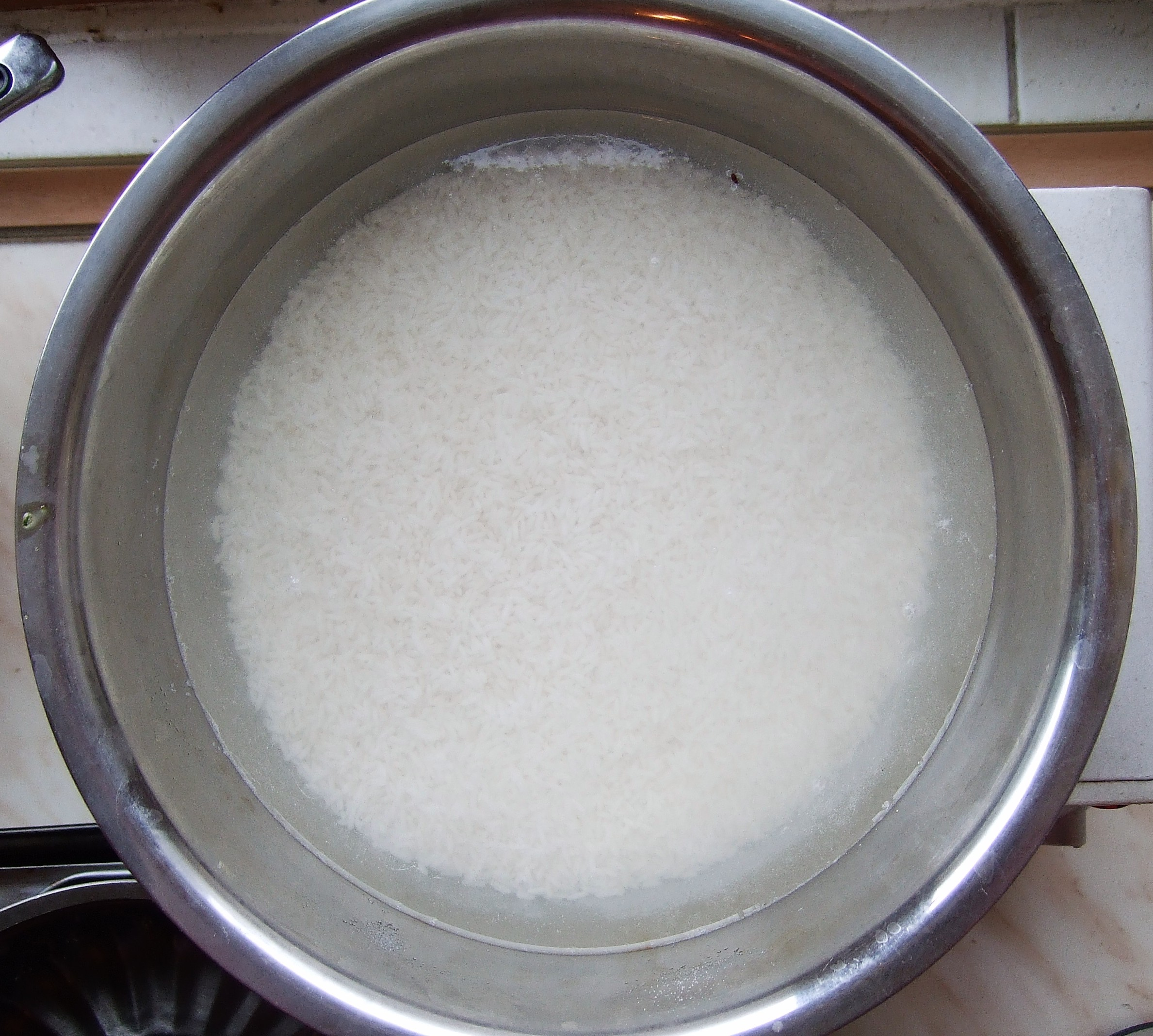
Замочування рису для ширин поло

Ширін поло готують за традиційною перською технологією: замочують і відварюють, потім відціджують і готують на пару, змішавши його з олією, шафраном або куркумою, іншими спеціями та приправами. Іноді його готують з хрусткою скоринкою, тахдіг. Коли він готовий, його виймають на тарілку з тахдігом як гарніром. Потім зверху додають сухофрукти, такі як абрикоси, барбарис, фініки, чорнослив і горіхи, такі як фісташки, мигдаль, волоські горіхи або фундук, а іноді апельсинову цедру. Сухофрукти та горіхи можна залишити цілими або подрібненими.

## Подача
Ширін поло часто подають із запеченою куркою, приправленою спеціями.

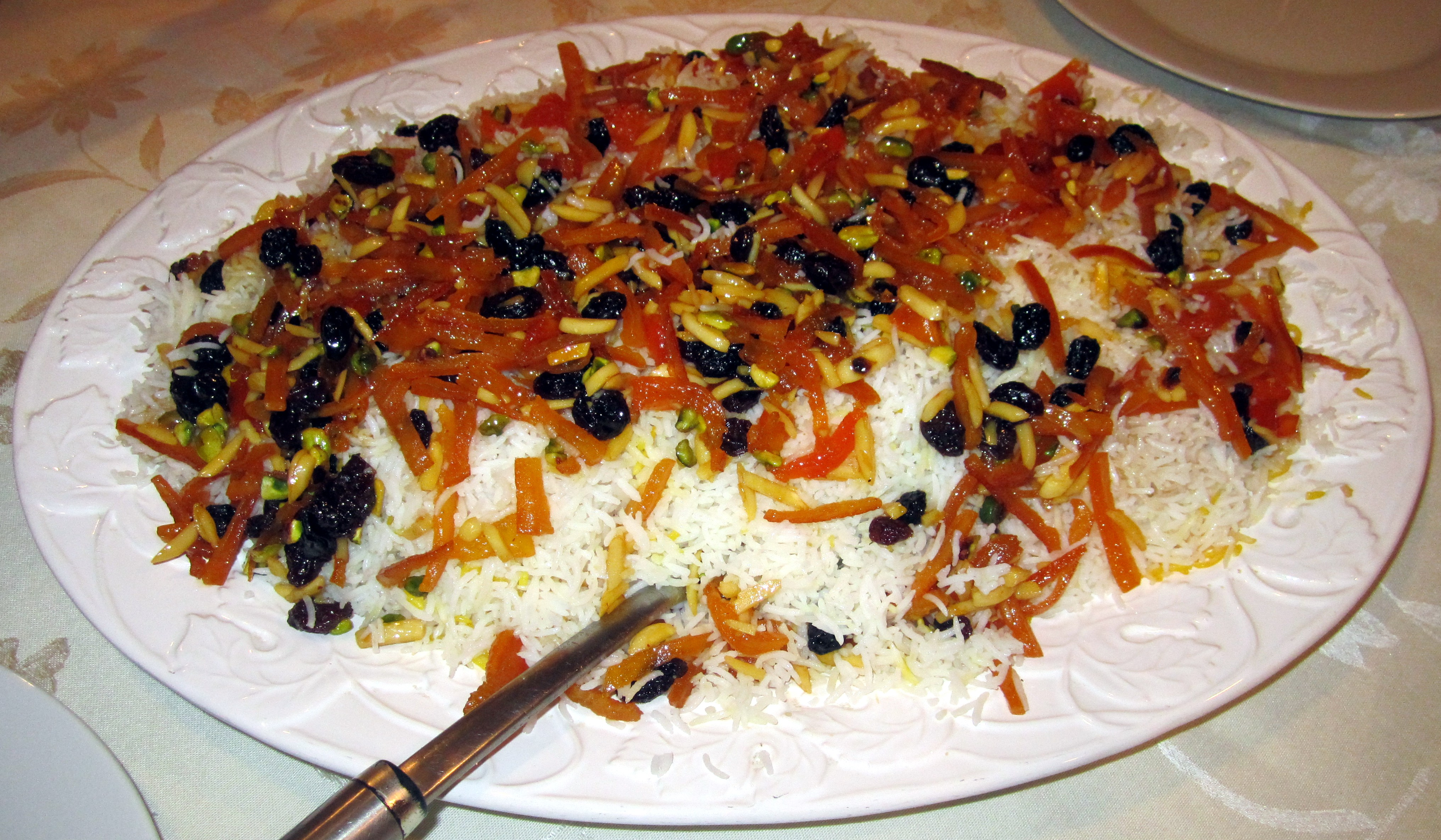
Ширін поло з цукатами апельсинової цедри